# Dimitri Bascou
Dimitri Bascou (Schœlcher, Martinica; 20 de julio de 1987) es un atleta francés, especializado en la prueba de 110 m vallas en la que llegó a ser medallista de bronce olímpico en 2016.

## Carrera deportiva
En el Campeonato Mundial de Atletismo en Pista Cubierta de 2016 ganó el bronce en los 60 metros vallas, con un tiempo de 7.48 segundos, tras el jamaicano Omar McLeod y el francés Pascal Martinot-Lagarde (plata con 7.46 segundos).
Pocos meses después, en los JJ. OO. de Río 2016 ganó la medalla de bronce en los 110 metros vallas, con un tiempo de 13.24 segundos, tras el jamaicano Omar McLeod y el español Orlando Ortega.